# Physical (singolo Olivia Newton-John)
Physical è una canzone della cantante pop Olivia Newton-John, pubblicata nel settembre 1981. Il brano è stato un successo immediato, vendendo 2 milioni di copie negli Stati Uniti, venendo certificato disco di platino, e passando 10 settimane alla numero uno della Billboard Hot 100, alla fine è diventata la maggiore hit americana della Newton-John. È arrivata anche al numero 7 della classifica inglese, è stata nominata ai Grammy Awards per la migliore performance pop femminile, e ha vinto il premio per miglior singolo pop. Physical è una delle maggiori hit degli anni '80
La canzone è stata scritta da Steve Kipner e Terry Shaddick, e prodotta dal collaboratore della Newton-John John Farrar. Avevano pensato inizialmente di affidarne l'esecuzione a un cantante uomo, Rod Stewart.

## Produzione e successo
Registrata all'inizio del 1981, Physical arrivò al numero uno della classifica statunitense Billboard Hot 100 nel mese di novembre e vi rimase per dieci settimane, fino quasi alla fine del gennaio 1982. In termini di piazzamenti in classifica, il brano rimase il singolo più popolare nella carriera di Olivia Newton-John, oltre che il suo ultimo numero uno. La rivista Billboard posizionò il singolo al numero uno dei maggiori successi di quell'anno 1982, oltre ad essere il maggior successo in quella classifica nel decennio degli anni ottanta. Nella classifica Billboard's All Time Top 100, stilata nel 2002, il brano si è classificato alla sesta posizione Nonostante il successo il brano però non fu trasmesso da diverse radio per via dei contenuti erotici del testo, ed in alcuni paesi fu addirittura bandita la pubblicazione del singolo.

## Il video
Il video musicale prodotto per Physical vede la cantante in una attillata tuta da ginnastica, allenarsi in palestra insieme a diversi uomini sovrappeso, che in seguito si trasformeranno in individui dai corpi muscolosi. Tuttavia il mutamento fisico degli uomini, corrisponde anche ad un cambiamento dei gusti sessuali, dato che in seguito alla metamorfosi nessuno sembra più interessato alle avances della cantante. Le connotazioni comiche del video servirono in parte a distogliere l'attenzione dagli espliciti riferimenti sessuali presenti nel testo. Il video vinse un Grammy Award come "video dell'anno" nel 1983.

## Tracce
7" Single EMI 006-64 570
1. Physical - 3:40
2. The Promise (The Dolphin Song) -. 4:28

## Classifiche

### Classifiche settimanali
| Classifica (1981/82)     | Posizione massima |
| ------------------------ | ----------------- |
| Australia                | 1                 |
| Austria                  | 7                 |
| Belgio (Fiandre)         | 1                 |
| Canada                   | 1                 |
| Francia                  | 12                |
| Germania                 | 4                 |
| Irlanda                  | 4                 |
| Italia                   | 13                |
| Nuova Zelanda            | 1                 |
| Paesi Bassi              | 6                 |
| Regno Unito              | 7                 |
| Stati Uniti              | 1                 |
| Stati Uniti (dance club) | 22                |
| Sudafrica                | 11                |
| Svezia                   | 15                |
| Svizzera                 | 1                 |

### Classifiche di fine anno
| Classifica (1981) | Posizione |
| ----------------- | --------- |
| Australia         | 29        |
| Belgio (Fiandre)  | 29        |
| Canada            | 51        |
| Paesi Bassi       | 31        |
| Svizzera          | 14        |
| Classifica (1982) | Posizione |
| Canada            | 15        |
| Stati Uniti       | 1         |

### Classifiche di fine decennio
| Classifica (1980-89) | Posizione |
| -------------------- | --------- |
| Stati Uniti          | 1         |

## Cover
- Victor Willis dei Village People nel 1982.
- Revolting Cocks per l'album del 1990 Beers, Steers, and Queers.
- Goldfrapp come lato B del singolo Utopia.
- The Original Position
- Sophie Ellis-Bextor come traccia nascosta dell'album Shoot From The Hip.
- Kylie Minogue per la colonna sonora del film del 2001 Moulin Rouge!.
- The Black Ghosts
- Sara Lumholdt (ex membro del gruppo A*Teens), con il titolo Let's Get Physical
- Dr. Demento con il titolo (I Gotta Get A) Physical.
- Jane Lynch e Olivia Newton-John nella puntata "Bad reputation" (stagione 1 episodio 17) della serie Glee.
- Dua Lipa ha interpolato parte del testo nel suo brano Physical, tratto dall'album del 2020 Future Nostalgia ed estratto come secondo singolo.
- Doja Cat ha interpolato parte della melodia nel suo brano Kiss Me More, realizzato in collaborazione con SZA.

## Curiosità
- Olivia Newton-John canta Physical nella telenovela brasiliana Jogo da Vida (1981), dove interpreta sé stessa.